# Domingos Jorge Velho
Pour les articles homonymes, voir Velho.
Domingos Jorge Velho est né probablement en 1641 à Santana de Parnaíba, dans la capitainerie de São Paulo et est mort à Piancó dans la Paraíba, aux environs de 1703.
Il fut chargé de la campagne contre le quilombo des Palmares qui fut vaincu en 1695, avec la mort de Zumbi dos Palmares.